# برنارد فوكاس
برنارد فوكاس (مواليد 1 مايو 1927) هو لاعب كرة قدم. يلعب مع منتخب يوغوسلافيا لكرة القدم. سبق له أن لعب في كأس العالم لكرة القدم مع منتخب بلاده.

## مسيرته الكروية
لعب برنارد فوكاس خلال مسيرته الاحترافية مع 5 أندية في واحد وعشرون موسمًا وسجل خلالها 101 هدف ضمن 379 مباراة. ولم يفز بأي موسم بالكأس وفاز في ثلاثة مواسم بالدوري.
خاض برنارد فوكاس مسيرته مع نادي هايدوك سبليت في موسم 1947–48 في المرة الأولى ليلعب معه عشرة مواسم ثم في موسم 1959–60 ليلعب معه أربعة مواسم، مشاركًا طوالها في 267 مباراة سجل خلالها 94 هدفًا. ثم انتقل إلى نادي بولونيا في موسم 1957–58 ولمدة موسمين، حيث شارك في 45 مباراة سجل خلالها هدفين. لينتقل بعدها إلى نادي كارنتين في موسم 1962–63 لمدة موسم واحد، مشاركًا في 12 مباراة سجل خلالها هدفًا واحدًا. ثم انتقل إلى نادي غراتزر أي كاي في موسم 1963–64 ولمدة موسمين، مشاركًا في 23 مباراة سجل خلالها هدفًا واحدًا أيضًا. هذا وانتقل لاحقًا إلى Kapfenberger SV ‏ في موسم 1965–66 ولمدة موسمين، مشاركًا في 32 مباراة سجل خلالها 3 أهداف.

## روابط خارجية
- برنارد فوكاس على موقع الاتحاد الدولي (مؤرشف)  (الإنجليزية)
- برنارد فوكاس على موقع قاعدة بيانات كرة القدم.إي يو (الإنجليزية)
- برنارد فوكاس على موقع ناشيونال فوتبول تيمز (الإنجليزية)
- برنارد فوكاس على موقع Soccerway.com (الإنجليزية)
- برنارد فوكاس على موقع عالم كرة القدم.نت (الإنجليزية)
- برنارد فوكاس على موقع أوليمبيديا (الإنجليزية)